# Усть-Каменогорская ТЭЦ
Усть-Каменого́рская ТЭЦ (каз. Өскемен жылу электр орталығы, УК ТЭЦ) — тепловая электростанция (теплоэлектроцентраль) регионального значения. Расположена в казахстанском городе Усть-Каменогорск Восточно-Казахстанской области, примыкает к свинцово-цинковому комбинату ТОО «Казцинк». Принадлежит одноимённой компании, которая, в свою очередь, входит в ТОО «Казахстанские коммунальные системы» (ККС). Выработанная станцией электрическая и тепловая энергия покрывает 80 % нагрузки жилищно-коммунального сектора города и промышленных предприятий. ТЭЦ входит в Единую энергосистему Казахстан.

## История
Первое упоминание о станции было ещё в 1939 г. когда началось проектирование Усть-Камнетогорской ГЭС и Усть-Каменогорской ТЭЦ при цинковом заводе. В 1939 году началось и строительство станции, оно продолжается и по сегодняшний день.
1939 стал годом подготовки вспомогательных подразделений для последующего строительства станции. Началось строительство кирпичного завода, жилого посёлка, стройдвора ТЭЦ, в состав которого вошли растворобетонный завод, лесопилка, склады. Была построена временная электростанция мощностью 210 кВт. А потом грянула война, и строительство было приостановлено. Оно возобновилось только в 1942 году, когда в Усть-Каменогорск было эвакуировано оборудование Орджоникидзевского завода "Электроцинк".
В начале 1946 года на станции работало всего 6 человек, которыми руководил Леонид Львович Ставицкий (с 1945 по 1946 гг.), а первым главным инженером стал М. С. Стаскевич. В ходе строительства рос и коллектив станции, и к началу пуска первого агрегата он составлял 272 человека.
В 1946 году Л. Л. Ставицкого на посту директора сменил Иван Михайлович Ивашевский, проработавший в этой должности до 1951 года.  27 сентября 1947 года, к пуску Усть-Каменогорского цинкового завода, вошли в строй действующих первые два блока высокого давления 60 атм. по 4 МВт. В декабре 1951 года введена в эксплуатацию 2-я очередь Усть-Каменогорской ТЭЦ 26 МВт на английском оборудовании. С 1951 года директором станции назначается Вадим Аркадьевич Вериго.
В ноябре 1952 г. УК ТЭЦ расширена третьей очередью - З котла по 75 т/час и две Турбины по 12 МВт. Параллельно с развитием мощностей станции строились и городские тепловые сети, позволившие постепенно закрыть более 100 котельных, чем значительно была улучшена экологическая обстановка в городе. В 1952-53 гг. была пущена первая Бойлерная и построена первая магистраль в районе строящегося поселка металлургов.
В 1954 г. введена теплофикационная турбина Т-25-29 25 МВт. В 1959 году заканчивается строительство четвертой очереди станции. В 1963 году еще одна магистральная нитка теплопровода протяженностью 3000 метров была проложена по ул. Белинскогои пр. Ленина до реки Комендантки, а в 1966 г. сооружена магистраль по бульвару Льва Толстого. С 1963 по 1967 год вводится в строй пятая очередь станции.
С 1966 по 1970 год на Усть-Каменогорской ТЭЦ введены первые теплофикационные блоки высокого давления Т-50-130, Т-I00-I30 а также P-40-I30. В этом же году директором станции становится Василий Ефимович Архипов, который в этой должности работает до 1976 года, а впоследствии становится начальником одного из управлений министерства энергетики Казахстана. С 1967 по 1970 гг.вводится в строй шестая очередь УК ТЭЦ, а в 1981 году начинается строительство седьмой очереди.
В 1991 г. был введен в строй действующих котел № 14 (ТПЕ-430-А №15) - 500 т./ч. Потом начинаются известные перестроечные события в стране. Энергетику лихорадит, как и другие отрасли экономики. Отражается все это и на судьбе УК ТЭЦ: развал единой энергосистемы, неплатежи, долги, трудности с поставками топлива и другие негативные факторы не могли не повлиять на работоспособность станции, замедляется строительство так необходимой седьмой очереди. В эти годы (с 1992 по 1997), ею руководит Владимир Фёдорович Холявин.
В период с 2002 по 2006 гг. на всех котлоагрегатах высокого давления успешно внедрена технология управления горением. В результате удельные выбросы оксидов азота в атмосферу уменьшились на 30 процентов, выбросы оксидов углерода сократились на 93 процента.
В апреле 2017 г.  ТОО «Усть-Каменогорская ТЭЦ» вошла в Группу компаний «Казахстанские коммунальные системы», которая  представлена в 4 из 14 областей страны – Карагандийской, Южно-Казахстанской, Восточно-Казахстанской и Мангистауской областях.

## Основные данные
Производственные показатели электростанции на 2024 год:
- Установленная тепловая мощность — 859,9 Гкал/час
- Установленная электрическая мощность — 372, 5 МВт

Основной вид топлива, использующийся на станции — каменный уголь каражыринского месторождения, в качестве растопочного топлива используется мазут. Численность персонала станции — 586 человек.